# Dr. Octopus
Dr. Otto Octavius, beter bekend als Doctor Octopus is een fictieve superschurk uit de strips van Marvel Comics, en een vaste vijand van Spider-Man. Hij werd bedacht door Stan Lee en Steve Ditko, en verscheen voor het eerst in Amazing Spider-Man #3 (juli 1963).
"Doc Ock," zoals Spider-Man hem vaak noemt, is het stereotype van een gekke geleerde, geobsedeerd door het bewijzen van zijn eigen intelligentie en het vernietigen van zijn aartsvijand. Naast de Green Goblin en Venom is Doctor Octopus een van Spider-Mans grootste en tevens bekendste tegenstanders. Hij komt dan ook voor in bijna alle Spider-Man-animatieseries, en was de schurk in de films Spider-Man 2 en Spider-Man: No Way Home.

## Biografie
Otto Octavius werd geboren in Schenectady, New York. Zijn vader was een fabriekswerker en vaak zeer gewelddadig tegenover zowel Otto als zijn vrouw. Op aandringen van zijn moeder was Otto vastberaden nooit zo te worden als zijn vader, dus stopte hij al zijn tijd en energie in zijn studie. Toen zijn vader overleed door een ongeluk op de fabriek zette dit Otto nog meer aan om het studeren van, en het geobsedeerd raken met, fysieke wetenschap.
Otto werd al snel een gerespecteerde en briljante nucleaire fysicus, uitvinder en spreker. Hij had inmiddels ook een vriendin met wie hij wilde trouwen, maar zijn moeder was daar tegen. Toen Otto’s vriendin later stierf aan kanker, berispte Otto zijn moeder wat ervoor zorgde dat ze een dodelijke hartaanval kreeg.
Kort daarop ontwierp Otto voor zichzelf een viertal zeer geavanceerde mechanische armen als hulpmiddel bij zijn onderzoek in atoomfysica. De mechanische tentakels waren bestand tegen de straling en konden met zeer grote precisie bewegen, en zware voorwerpen optillen. Ze waren gemonteerd op een harnas dat Otto kon dragen tijdens zijn werk. Tijdens een onderzoek ging er iets mis en een explosie volgde. Door de hitte versmolt het harnas met Otto’s lichaam. Toen Otto bijkwam ontdekte hij dat hij als gevolg van de straling (volgens latere verhalen dankzij zijn eigen tot dusver onderdrukte mutatie) zijn hersens dusdanig waren gemuteerd dat hij de mechanische armen enkel met zijn gedachten kon bewegen, als ware ze onderdelen van zijn lichaam. De tentakels werden later operatief van Otto’s lichaam verwijderd, maar Otto behield zijn telepathische controle erover, zelfs vanaf grote afstand. Als bijwerking van de mutatie liep Otto ook hersenbeschadiging op en begon met een leven als superschurk onder de naam Doctor Octopus.
Hoewel Doctor Octopus zelf fysiek zwak was en leed aan zware bijziendheid waardoor hij zonder zijn bril bijna blind was, maakten zijn mechanische armen hem een geducht tegenstander van Spider-Man. Bij hun eerste ontmoeting versloeg Dr. Octopus Spider-Man gemakkelijk waardoor Spider-Man zelfs overwoog te stoppen met zijn carrière als superheld, totdat Human Torch hem inspireerde door te blijven gaan.
Over de jaren is Dr. Octopus een van de meest bekende en herkenbare vijanden van Spider-Man geworden. Tot op de dag van vandaag is en blijft hij een van Spider-Mans gevaarlijkste tegenstanders en heeft al veel beroemde gevechten met hem gehad. Ook heeft hij vaak met andere superschurken samen gevochten. Meest bekend is Dr. Octopus als leider en oprichter van de originele Sinister Six. Ook richtte hij het Masters of Evil-team op, dat maar een kort leven beschoren was.
Gedurende een verhaallijn genaam de Clone Saga redde Dr. Octopus Spider-Man van een gif dat hem was toegediend door de Vulture. Hierbij ontdekte hij Spider-Mans ware identiteit. De kans om hier zijn voordeel mee te doen kreeg Dr. Octopus niet, want kort daarna werd hij vermoord door de gestoorde kloon van Spider-Man, Kaine. Carolyn Trainer, een studente van Dr. Octopus, nam zijn plaats hierna in als de superschurk Lady Octopus. Na een tijdje werd de originele Dr. Octopus weer tot leven gebracht door een groep van de mystieke ninja clan “The Hand”. Zijn kennis over Spider-Mans identiteit ging hierbij echter verloren.
In Sensational Spider-Man #28 zag Dr. Octopus op tv hoe Peter Parker bekendmaakte dat hij Spider-Man was. Woedend over het feit dat hij zo vaak was verslagen door een tiener, en het feit dat hij Peter niet had gedood toen hij hem ontmaskerde bij een van hun eerste ontmoetingen (Peter was toen dusdanig verzwakt door het gevecht dat Dr. Octopus dacht dat hij alleen maar deed alsof hij Spider-Man was) begon Dr. Octopus met een ramptoer door de stad, een spoor van vernielingen achterlatend. Hij werd weer verslagen door Spider-Man en naar Baron Zemo’s gevangenis voor superschurken gestuurd. Hij werd gedwongen lid te worden van de Thunderbolts, een team van ex-superschurken. Recentelijk verliet hij dit team weer. Wat zijn volgende plannen zijn is niet bekend.

## Krachten en vaardigheden
Doctor Octopus wordt vaak gezien als een lage-level telepathische mutant, aangezien hij de mechanische armen op zijn harnas mentaal kan besturen. Maar tot dusver heeft hij nog nooit enig teken van superkrachten vertoond. Wel is Dr. Octopus een genie op het gebied van atoomfysica en robotica.
Dr. Octopus draagt altijd een speciaal harnas met vier mechanische, mentaal bestuurde tentakels. Deze extra armen kunnen voorwerpen tot acht ton optillen, als ten minste een arm wordt gebruikt om Dr. Octopus’ lichaam te ondersteunen. Via zijn armen kan Dr. Octopus ook gemakkelijk tegen muren opklimmen en razendsnel over elk soort terrein reizen. De armen dienen ook als wapens. Dr. Octopus’ concentratie en controle over de armen is dermate verbeterd in de loop der tijd dat hij zelfs meerdere vijanden tegelijk kan bevechten met de armen terwijl hij zelf met iets anders bezig is.
In totaal heeft Dr. Octopus drie verschillende soorten harnassen met armen gehad: de originele titanium armen, de sterkere adamantium armen en zijn huidige model, dat gemodelleerd is naar de armen van de Dr. Octopus uit de film Spider-Man 2.
Dr. Octopus’ originele harnas dat hij in de jaren zestig gebruikte was versmolten met zijn lichaam als gevolg van een ongeluk. Hoewel dit harnas later operatief werd verwijderd behield Dr. Octopus zijn mentale controle erover, zelfs vanaf grote afstand. Het bleek dat er een mentale link was ontstaan tussen Dr. Octopus en de armen. Dit zorgde ervoor dat toen de originele armen werden vernietigd, Dr. Octopus zware pijn ondervond. In latere versies van de armen installeerde Dr. Octopus een soortgelijke link.

## Ultimate Doctor Octopus
In het Ultimate Marvel-universum werkt Doctor Octopus, alias Dr. Otto Octavius, als een labassistent voor Norman Osborn, maar in werkelijkheid is hij een spion in dienst van Normans grootste concurrent Justin Hammer. Dr. Octopus raakt betrokken bij het ongeluk dat Norman veranderde in de Green Goblin, waardoor de bekende metalen armen vast komen te zitten aan zijn lichaam. Na het ongeluk bleek Dr. Octopus mentale controle te hebben verkregen over de armen. Hij verbeterde ze zodat ze verschillende vormen konden aannemen, en begon met een wraakactie tegen Justin Hammer. Hij werd gestopt door Spider-Man en door S.H.I.E.L.D. in hechtenis genomen.
In de gevangenis sloot hij een deal met vier andere vijanden van Spider-Man die daar vastzaten. Ze braken uit en dwongen Spider-Man om met hen de superschurkengroep “Ultimate Six” te vormen. De Ultimate Six werden verslagen door de Ultimates, waarna Dr. Octopus werd gescheiden van zijn armen, die vervolgens werden vernietigd. Maar in een recente strip bleek dat er waarschijnlijk een tweede paar armen bestaat, ergens in een bunker van Norman Osborn.
De Ultimate-versie van Dr. Octopus is een stuk jonger en gespierder dan zijn tegenhanger uit de standaard Marvelstrips. Zijn armen zijn ook anders. De uiteinden van Ultimate Dr. Octopus’ armen bestaan uit nanobots, waardoor ze verschillende vormen kunnen aannemen zoals veranderen in machinegeweren en vlammenwerpers.

## Dr. Octopus in andere media

### Televisie
- Dr. Octopus verscheen voor het eerst in de Spider-Man-animatieserie uit 1960, waarin hij in twee afleveringen meespeelde
- Hij verscheen ook in de Spider-Man-animatieserie uit 1981. Daarnaast had hij in 1982 een gastoptreden in de animatieserie van de Hulk, en verscheen in het derde seizoen van de Spider-Man and His Amazing Friends uit 1983.
- Dr. Octopus verscheen meerdere malen in de Spider-Man-animatieserie uit de jaren 90. Net als in de beginjaren van de strip zaten de mechanische armen van deze Dr. Octopus permanent vast aan zijn lichaam. Ook leidde hij in deze serie het Insidious Six (animatieversie van de Sinister Six) team tegen Spider-Man. Zijn stem in deze serie werd gedaan door Efrem Zimbalist jr., die het personage een zwaar Duits accent gaf.
- Dr. Octopus had een korte cameo in de eerste aflevering van de animatieserie Spider-Man Unlimited.
- Dr. Octopus is een personage in de serie The Spectacular Spider-Man.
- Dr. Octopus is een personage in de Disney+ animatieserie Your Friendly Neighborhood Spider-Man uit 2025. Otto Octavius wordt hierin ingesproken door Hugh Dancy. Deze animatieserie speelt zich af in het Marvel Cinematic Universe, maar speelt zich niet af in hetzelfde universum als de Spider-Man films met Tom Holland.

### Film

#### Spider-Man 2
Doctor Octopus werd gespeeld door Alfred Molina in de film Spider-Man 2 (2004). De filmversie van Dr. Octopus verschilt sterk van zijn stripversie. Oorspronkelijk is hij een aardige en gerespecteerde man. Ook is hij getrouwd, iets wat in de strips nooit gebeurde. In plaats van te werken met nucleair materiaal werkte Otto Octavius in de film aan kernfusie om zo een kunstmatige “minizon” te maken voor het opwekken van elektriciteit. Om met het gevaarlijke apparaat te werken creëert hij vier mechanische armen die direct worden verbonden met zijn zenuwstelsel en zo mentaal kunnen worden bestuurd. De armen beschikken ook over kunstmatige intelligentie, maar een speciale computerchip zorgt ervoor dat Otto Octavius controle behield over de armen.
Het experiment gaat echter verkeerd en uit de kunstmatige zon ontstaat een zonnevlam die Otto raakt. Hierdoor verbrandt de chip en worden de armen permanent aan Otto’s lichaam versmolten. Ook Otto’s vrouw komt om bij het ongeluk. In het ziekenhuis proberen chirurgen Otto's tentakels operatief te verwijderen, maar uit zelfbescherming vermoorden de tentakels de chirurgen, ontwaken ze Otto uit zijn coma en ontsnapt Otto uit het ziekenhuis. Nu de chip kapot is, en Otto mentaal is verzwakt door het verlies van zijn vrouw, neemt de kunstmatige intelligentie van de armen langzaam bezit van hem en drijft hem tot waanzin. Hij probeert zijn experiment te herhalen en komt zo al snel in conflict met Spider-Man. Uiteindelijk gebruikt hij Mary Jane als aas om Spider-Man te vangen en aan Harry Osborn over te dragen in ruil voor het zeldzame tritium, dat nodig is om de kunstmatige zon op te wekken. Spider-Man ontsnapt en confronteert Dr. Octopus in een pakhuis. Hij weet tot de doctor door te dringen en hem bij zinnen te brengen. Uiteindelijk vernietigt Dr. Octopus zelf zijn machine, maar zinkt samen met het apparaat naar de bodem van de rivier en verdrinkt.

#### Spider-Man: No Way Home
In de film Spider-Man: No Way Home keert Alfred Molina terug als Dr. Octopus als hij uit het universum waar Spider-Man 2 zich afspeelt wordt gehaald naar het Marvel Cinematic Universe, het universum waar Spider-Man: No Way Home zich afspeelt. Dr. Octopus denkt dat hij tegen de Spider-Man vecht uit zijn wereld die wordt gespeeld door Tobey Maguire, maar in plaats daarvan vecht hij tegen de Spider-Man die wordt gespeeld door Tom Holland. Uiteindelijk wordt Dr. Octopus opgesloten door Dr. Strange samen met Electro en Lizard / Curt Conners uit het universum waar The Amazing Spider-Man zich afspeelt, en met de Green Goblin / Norman Osborn en Sandman / Flint Marko uit het universum waar de Sam Raimi-trilogie zich afspeelt.

#### Spider-Man: Spider-Verse
Een vrouwelijke versie van Doctor Octopus, genaamd Dr. Olivia "Liv" Octavius (Doc Ock), verschijnt in de animatiefilms Spider-Man: Into the Spider-Verse (2018) en Spider-Man: Across the Spider-Verse (2023). Ze werkt in deze films onder andere samen met Wilson Fisk / Kingpin en Dr. Jonathan Ohnn / The Spot. Doc Ock wordt hierin onder andere ingesproken door Kathryn Hahn in de originele versie, en Kim van Kooten in de Nederlandse versie van Into the Spider-Verse.
Een andere versie van Doctor Octopus, met het uiterlijk van zijn Marvel Comics variant, verschijnt ook in de tweede film. Bij zijn verschijning in de film wordt vanuit archief materiaal de stem van Alfred Molina gebruikt uit Spider-Man: No Way Home.